# Margaretha von der Marck-Arenberg
Margaretha von der Marck-Arenberg (* 1527 auf Schloss Reckheim; † 1599 auf Schloss Zevenberghen) war von 1541 bis 1547 regierende Gräfin und seit 1576 gefürstete Gräfin von Arenberg.

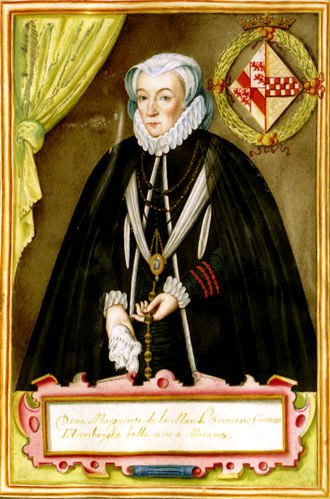
Margaretha von der Marck-Arenberg

## Leben
Nach dem Tod von Robert III. von der Marck-Arenberg, der ohne Nachkommen gestorben war, wurde dessen Schwester Margaretha Erbin des Besitzes. Im Jahr 1547 heiratete sie Johann von Ligne, Baron von Barbençon. Dieser kämpfte als Befehlshaber in spanischen Diensten. Karl V. bestätigte die Bestimmung im Ehevertrag des Paares, das Johann von Ligne den Namen Arenberg und dessen Wappen führen durfte. Aus der Ehe ging die dritte Linie des Hauses Arenberg aus dem Haus Ligne hervor. Johann von Ligne wurde 1549 zum Reichsgrafen erhoben. Er fiel 1568 in der Schlacht von Heiligerlee.  
Daraufhin übernahm Margarethe die Herrschaft für ihren Sohn. Im Jahr 1568 konnte sie eine Belagerung von Burg Aremberg abwenden. Im Jahr 1571 bestätigte ihr Kaiser Maximilian II. die Reichsunmittelbarkeit, das Bergregal und das Münzrecht. Ihren Untertanen wurde untersagt, sich an Gerichte außerhalb der Herrschaft zu wenden. 
Während ihrer Herrschaft ließ sie die Burg Arenberg ausbauen. So ließ sie 1576 eine neue Kapelle bauen. Für ihre Herrschaft erließ Margarethe von Arenberg eine Landesordnung. Sie förderte den Bergbau und das Hüttenwesen. Nicht zuletzt in Hinblick auf den Bedarf von Holzkohle für die Verhüttung erließ die Gräfin eine Waldordnung. 
Die katholische Margarethe beteiligte sich an der Hexenverfolgung. Sie erließ 1593 eine Verordnung gegen das Hexenwesen für ihr Gebiet und versuchte es auch durch die Hebung der religiösen Bildung zu bekämpfen. 
Über die Herrschaft Arenberg hinaus spielte Margaretha auch in den Niederlanden und am kaiserlichen Hof eine Rolle.  Sie war 1572 Oberhofmeisterin der Erzherzogin Elisabeth und begleitete diese zu ihrer Hochzeit mit Karl IX. nach Frankreich. Im Jahr 1576 wurden Margaretha und ihr Sohn Karl in den Reichsfürstenstand erhoben.